# Amphineurus minusculus
Amphineurus minusculus är en tvåvingeart som beskrevs av Alexander 1921. Amphineurus minusculus ingår i släktet Amphineurus och familjen småharkrankar. Inga underarter finns listade i Catalogue of Life.